# اسماعیل فهمی
اسماعیل فهمی (عربی مصری: اسماعيل فهمى؛ ۲ اکتبر ۱۹۲۲ – ۲۱ نوامبر ۱۹۹۷) دیپلمات و سیاستمدار اهل مصر بود. 
اسماعیل فهمی از سال ۱۹۷۱ تا ۱۹۷۳ سفیر اتریش، وزیر گردشگری و سپس معاون وزیر خارجه در امور خارجه بود.
وی از ۳۱ اکتبر ۱۹۷۳ تا ۱۷ نوامبر ۱۹۷۷ وزیر امور خارجه مصر و از سال ۱۹۷۵ تا ۱۹۷۷ معاون نخست وزیر بود.
اسماعیل فهمی در سال ۱۹۷۷ به دلیل مخالفت با سفر رئیس جمهور انور السادات به بیت المقدس (که منجر به اولین معاهده صلح بین اسرائیل و یک ملت عرب شد) استعفا داد.
اسماعیل فهمی در ۲۱ نوامبر ۱۹۹۷، در سن ۷۵ سالگی درگذشت.